# Campeonato Mundial de Ginástica Artística de 2017
O Campeonato Mundial de Ginástica Artística de 2017 ocorreu entre os dias 2 e 8 de outubro no Estádio Olímpico em Montreal, Canadá. O evento marcou a primeira vez desde 2003 que o mundial de ginástica artística foi realizado na América do Norte. Montreal também sediou a edição de 1985.

## Eventos
- Individual geral masculino
- Solo masculino
- Barra fixa
- Barras paralelas
- Cavalo com alças
- Argolas
- Salto sobre a mesa masculino
- Individual geral feminino
- Trave
- Solo feminino
- Barras assimétricas
- Salto sobre a mesa feminino

## Calendário
| Outubro            | 2 | 3 | 4 | 5 | 6 | 7 | 8 |
| ------------------ | - | - | - | - | - | - | - |
| Qualificatória     | ● | ● |   |   |   |   |   |
| Individual geral   |   |   |   | ● |   |   |   |
| Solo               |   |   |   |   |   | ● |   |
| Cavalo com alças   |   |   |   |   |   | ● |   |
| Argolas            |   |   |   |   |   | ● |   |
| Salto sobre a mesa |   |   |   |   |   |   | ● |
| Barras paralelas   |   |   |   |   |   |   | ● |
| Barra fixa         |   |   |   |   |   |   | ● |

| Outubro             | 2 | 3 | 4 | 5 | 6 | 7 | 8 |
| ------------------- | - | - | - | - | - | - | - |
| Qualificatória      |   | ● | ● |   |   |   |   |
| Individual geral    |   |   |   |   | ● |   |   |
| Salto sobre a mesa  |   |   |   |   |   | ● |   |
| Barras assimétricas |   |   |   |   |   | ● |   |
| Trave               |   |   |   |   |   |   | ● |
| Solo                |   |   |   |   |   |   | ● |

## Países participantes
Um total de 62 nações enviaram representantes no Mundial de Ginástica Artística. Entre parênteses o número de ginastas por país.
| \| - África do Sul (4) - Alemanha (10) - Argentina (10) - Armênia (3) - Austrália (8) - Áustria (6) - Azerbaijão (5) - Bélgica (4) - Bielorrússia (4) - Brasil (5) - Bulgária (5) - Canadá (10) - Catar (2) - Cazaquistão (7) - Chile (1) - China (10) \| - Colômbia (6) - Coreia do Sul (10) - Croácia (6) - Cuba (4) - Dinamarca (9) - Egito (8) - Eslováquia (2) - Eslovênia (5) - Espanha (8) - Estados Unidos (10) - Finlândia (9) - França (10) - Grã-Bretanha (10) - Grécia (9) - Guatemala (2) - Hong Kong (4) \| - Hungria (9) - Índia (6) - Irlanda (2) - Islândia (5) - Israel (7) - Itália (7) - Jamaica (8) - Japão (10) - Letônia (4) - Lituânia (3) - México (7) - Noruega (8) - Nova Zelândia (8) - Países Baixos (10) - Panamá (1) - Peru (2) \| - Porto Rico (2) - Portugal (6) - Chéquia (5) - Roménia (9) - Rússia (10) - Suécia (4) - Suíça (7) - Tailândia (2) - Taipé Chinesa (10) - Turquia (7) - Ucrânia (10) - Uzbequistão (1) - Venezuela (4) - Vietname (8) \| | | | |
| - África do Sul (4) - Alemanha (10) - Argentina (10) - Armênia (3) - Austrália (8) - Áustria (6) - Azerbaijão (5) - Bélgica (4) - Bielorrússia (4) - Brasil (5) - Bulgária (5) - Canadá (10) - Catar (2) - Cazaquistão (7) - Chile (1) - China (10) | - Colômbia (6) - Coreia do Sul (10) - Croácia (6) - Cuba (4) - Dinamarca (9) - Egito (8) - Eslováquia (2) - Eslovênia (5) - Espanha (8) - Estados Unidos (10) - Finlândia (9) - França (10) - Grã-Bretanha (10) - Grécia (9) - Guatemala (2) - Hong Kong (4) | - Hungria (9) - Índia (6) - Irlanda (2) - Islândia (5) - Israel (7) - Itália (7) - Jamaica (8) - Japão (10) - Letônia (4) - Lituânia (3) - México (7) - Noruega (8) - Nova Zelândia (8) - Países Baixos (10) - Panamá (1) - Peru (2) | - Porto Rico (2) - Portugal (6) - Chéquia (5) - Roménia (9) - Rússia (10) - Suécia (4) - Suíça (7) - Tailândia (2) - Taipé Chinesa (10) - Turquia (7) - Ucrânia (10) - Uzbequistão (1) - Venezuela (4) - Vietname (8) |

## Medalhistas
Masculino
| Evento                      | Ouro                            | Prata                           | Bronze                        |
| Individual geral detalhes   | Xiao Ruoteng · China            | Lin Chaopan · China             | Kenzō Shirai · Japão          |
| Solo detalhes               | Kenzō Shirai · Japão            | Artem Dolgopyat · Israel        | Yul Moldauer · Estados Unidos |
| Cavalo com alças detalhes   | Max Whitlock · Reino Unido      | David Belyavskiy · Rússia       | Xiao Ruoteng · China          |
| Argolas detalhes            | Eleftherios Petrounias · Grécia | Denis Ablyazin · Rússia         | Liu Yang · China              |
| Salto sobre a mesa detalhes | Kenzō Shirai · Japão            | Igor Radivilov · Ucrânia        | Kim Han-sol Coreia do Sul     |
| Barras paralelas detalhes   | Zou Jingyuan · China            | Oleg Verniaiev · Ucrânia        | David Belyavskiy · Rússia     |
| Barra fixa detalhes         | Tin Srbić · Croácia             | Epke Zonderland · Países Baixos | Bart Deurloo · Países Baixos  |

Feminino
| Evento                       | Ouro                         | Prata                        | Bronze                          |
| Individual geral detalhes    | Morgan Hurd · Estados Unidos | Ellie Black · Canadá         | Elena Eremina · Rússia          |
| Salto sobre a mesa detalhes  | Maria Paseka · Rússia        | Jade Carey · Estados Unidos  | Giulia Steingruber · Suíça      |
| Barras assimétricas detalhes | Fan Yilin · China            | Elena Eremina · Rússia       | Nina Derwael · Bélgica          |
| Trave detalhes               | Pauline Schäfer · Alemanha   | Morgan Hurd · Estados Unidos | Tabea Alt · Alemanha            |
| Solo detalhes                | Mai Murakami · Japão         | Jade Carey · Estados Unidos  | Claudia Fragapane · Reino Unido |

## Quadro de medalhas
| Ordem | País           | Medalha de ouro | Medalha de prata | Medalha de bronze |    |
| ----- | -------------- | --------------- | ---------------- | ----------------- | -- |
| 1     | China          | 3               | 1                | 2                 | 6  |
| 2     | Japão          | 3               |                  | 1                 | 4  |
| 3     | Rússia         | 1               | 3                | 2                 | 6  |
| 4     | Estados Unidos | 1               | 3                | 1                 | 5  |
| 5     | Alemanha       | 1               |                  | 1                 | 2  |
|       | Grã-Bretanha   | 1               |                  | 1                 | 2  |
| 7     | Croácia        | 1               |                  |                   | 1  |
|       | Grécia         | 1               |                  |                   | 1  |
| 9     | Ucrânia        |                 | 2                |                   | 2  |
| 10    | Países Baixos  |                 | 1                | 1                 | 2  |
| 11    | Canadá         |                 | 1                |                   | 1  |
|       | Israel         |                 | 1                |                   | 1  |
| 13    | Bélgica        |                 |                  | 1                 | 1  |
|       | Coreia do Sul  |                 |                  | 1                 | 1  |
|       | Suíça          |                 |                  | 1                 | 1  |
| TOTAL | TOTAL          | 12              | 12               | 12                | 36 |

     País sede destacado.